# Żółw leśny
Żółw leśny (Glyptemys insculpta) – gatunek żółwia z rodziny żółwi błotnych (Emydidae).

## Zasięg występowania
Żółw leśny występuje w Kanadzie (Nowy Brunszwik, Nowa Szkocja, Cape Breton, Ontario i Quebec) i w Stanach Zjednoczonych (Connecticut, Delaware, Iowa, Maine, Maryland, Massachusetts, Michigan, Minnesota, New Hampshire, New Jersey, Nowy Jork, Pensylwania, Rhode Island, Vermont, Wirginia, Wirginia Zachodnia i Wisconsin).  

## Charakterystyka
OpisDo 2002 roku żółw leśny był zaklasyfikowany do rodzaju Clemmys, ale z analiz genetycznych wynika, że żółw leśny i żółw torfowiskowy należą do odrębnej grupy, więc wydzielono je do rodzaju Glyptemys.
Rozmiary : Długość pancerza od 15 do 23 cm.
BiotopSpędza większość czasu na zalesionych obszarach w pobliżu strumieni, rzek i stawów.
PożywienieŻółwie leśne są wszystkożerne. Jedzą robaki, ślimaki, owady, kijanki oraz liście, jagody i inne rośliny.

## Ochrona
Gatunek Glyptemys insculpta wymieniony jest w aneksie B Rozporządzenia Rady (WE) Nr 338/97 w sprawie handlem dzikimi zwierzętami oraz w załączniku II konwencji CITES.